# 1324

## Родени
- Иван Срацимир, цар на Видинското Деспотство
- Дмитрий III, велик княз на Владимирско-Суздалското княжество

## Починали
- 8 януари – Марко Поло, венециански пътешественик